# Paul Georgenthum
Paul Georgenthum, né le 20 janvier 2000, est un triathlète français.

## Biographie
Paul Georgenthum remporte la médaille d'argent au niveau junior et est sacré champion du monde de relais mixte juniors-U23 lors des championnats du monde de triathlon 2018 à Gold Coast.
Il est médaillé d'or en relais mixte au niveau élite et médaillé d'or en individuel au niveau junior aux championnats d'Europe de triathlon 2019 à Weert,.

## Palmarès
Le tableau présente les résultats les plus significatifs (podium) obtenus sur le circuit international de triathlon depuis 2019,.
| Année | Compétition                           | Pays      | Position          | Temps           |
| ----- | ------------------------------------- | --------- | ----------------- | --------------- |
| 2021  | WTS Hambourg                          | Allemagne | Médaille d'argent | 53 min 8 s      |
| 2019  | Championnats d'Europe en relais mixte | Pays-Bas  | Médaille d'or     | 1 h 11 min 40 s |